# Kreisfreie Stadt

In het donkergeel zijn de kreisfreie Städte van Duitsland aangeduid

Een kreisfreie Stadt, in Baden-Württemberg Stadtkreis genoemd, is een grote Duitse stad, die niet tot een Landkreis of Kreis behoort, maar direct onder de desbetreffende deelstaat valt. Een Landkreis of Kreis is een onderdeel van de bestuurlijke indeling van Duitsland.
Berlijn, Hamburg en Bremen met Bremerhaven vormen elk een deelstaat, waarbij Bremen en Bremerhaven ieder afzonderlijk een zelfstandige gemeente vormen.

## Kreisfreie steden
- Lijst van kreisfreie steden in Duitsland